# Тургенева, Варвара Петровна
 Варва́ра Петро́вна Турге́нева, урождённая Лутовинова (30 декабря 1787 — 16 ноября 1850) — богатая помещица из Орловской губернии, владелица усадьбы «Спасское-Лутовиново». Мать писателя Ивана Тургенева, выведенная им в образе безымянной властной барыни в повести «Муму», также он наделил чертами её характера образ матушки из «Первой любви» и бабушку в «Пунине и Бабурине».

## Биография
Родилась в 1787 году уже после смерти своего отца. Мать, Екатерина Ивановна Лутовинова-Сомова, в девичестве Лаврова, сестра Николая Ивановича Лаврова, генерал-лейтенанта русской императорской армии времён Наполеоновских войн. До восьми лет жила в Петровском под присмотром своих тёток. После второго брака матери росла в Кромском уезде в сельце Холодово, в доме отчима Сомова в полном загоне, под побоями и унижениями. Когда умерла мать, 16-летняя Варвара бежала от своего отчима к дяде Ивану Ивановичу Лутовинову в Спасское-Лутовиново. Дядя оплатил её образование.
После смерти дяди в 1813 году ей досталось всё его состояние. «Ей грозила горькая доля несчастной бесприданницы, но волею судьбы Варвара Петровна стала богатейшей невестой края и даже смогла объединить в своих руках наследство многочисленных ветвей своего рода». Состояние 26-летней девы было огромным: «только в орловских имениях насчитывалось 5 тысяч душ крепостных крестьян, а кроме Орловской, были деревни ещё и в Калужской, Тульской, Тамбовской, Курской губерниях. Одной серебряной посуды в Спасском оказалось 60 пудов, а скопленного Иваном Ивановичем капитала — 600 тысяч рублей». Девушка была не только стара по меркам рынка невест того времени, но и некрасива: невысокая, смуглая, сутулая, с длинным и широким носом и неровной кожей, усеянной глубокими порами.. В 1815 году в Орле расквартировался гусарский полк, среди них был будущий владимирский вице-губернатор Матвей Муромцев, который вспоминал:
В Орле я познакомился с Варварой Петровной, она была мне роднёй, очень богата и совершенно свободна. Ей вздумалось в меня влюбиться. Из Орла она переманила меня в своё с. Спасское, где в мою честь давала праздники, иллюминацию, у неё был домашней театр и музыка. Всё с её стороны были ухищрения, чтобы за меня выйти замуж. На мои именины, 9 августа, она преподнесла мне в подарок купчую на Елецкое имение в 500 душ. Но я был молод и потому отверг подарок, изорвав купчую. Я уехал от неё ночью тихонько.
Вскоре после этого события в Спасское приехал ремонтёром (покупщиком лошадей для военных целей) молодой 22-летний красавец поручик из обнищавшей семьи. «Замуж вышла по любви, за того, кого выбрала сама, — красавца Сергея Николаевича Тургенева. В те времена это случалось не так уж часто. И в первые годы жизни брак их был даже счастливым».
На её некрасивом лице с массивным подбородком и носом с широкими ноздрями оставались следы оспы. Единственным украшением её были большие, лучистые глаза. Варвара Петровна имела мужские привычки. Она любила скакать на лошади, упражнялась в стрельбе из карабина, играла с мужчинами в бильярд.Анри Труайя, «Иван Тургенев»

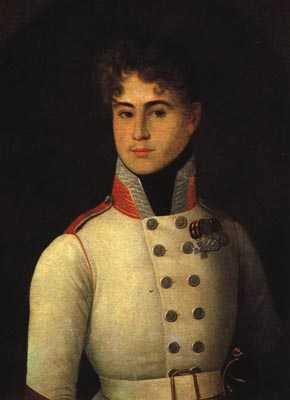
Сергей Тургенев, отец писателя

Свадьба состоялась 14 января 1816 года в Спасском. Тургенев писал о родителях, выведя их в «Первой любви»: «Мой отец, человек ещё молодой и очень красивый, женился на ней по расчету: она была старше его десятью годами. Матушка моя вела печальную жизнь: беспрестанно волновалась, ревновала» и т. д. В 1821 году Сергей Николаевич бросил военную службу и вышел в отставку в чине полковника. Тургеневы оставили Орёл и перебрались на постоянное жительство в Спасское-Лутовиново. Позже Тургеневы с маленькими детьми — подряд родились три мальчика — объездили и Европу. В 1827 году семья поселилась в Москве для продолжения учёбы детей. В этот период между родителями писателя наметился уже очень серьёзный разлад. В «Первой любви» Иван Тургенев описывает, как влюбился в прекрасную соседку (прототип — княжна Шаховская), но у той уже оказался любовник — его собственный отец Сергей.
Помимо сыновей Николая, Ивана и болезненного Сергея (ум. в 16 лет), рождённых в законном браке, ещё при жизни мужа она родила внебрачную дочь Варвару Богданович-Лутовинову, в замужестве Житову, которая жила в её доме как воспитанница и оставила записки, которые являются ценным источником информации о писателе. Ребёнка она родила от домашнего врача, некоторое время служившего в её доме. (Врача звали Андрей Берс — и он, в свою очередь, имел законных дочерей, одна из которых, Софья, стала женой Льва Толстого). «Воспитанницу» Варвара баловала и наряжала намного сильнее своих сыновей.
30 октября 1834 года Варвара Петровна овдовела. Она находилась тогда за границей, куда уехала, видимо, для родов упомянутой дочери, и сопровождала её мать Берса, повивальная бабка. На похороны мужа не приезжала. Возвратилась только через полгода — тогда скончался её третий сын Сергей. Надгробие мужу на Смоленском кладбище в Петербурге Варвара Петровна так и не удосужилась поставить. «Отцу в могиле ничего не надо, — уверила она Ивана. — Даже памятник не делаю для того, чтобы заодно хлопоты и убытки». В итоге могила оказалась утерянной.

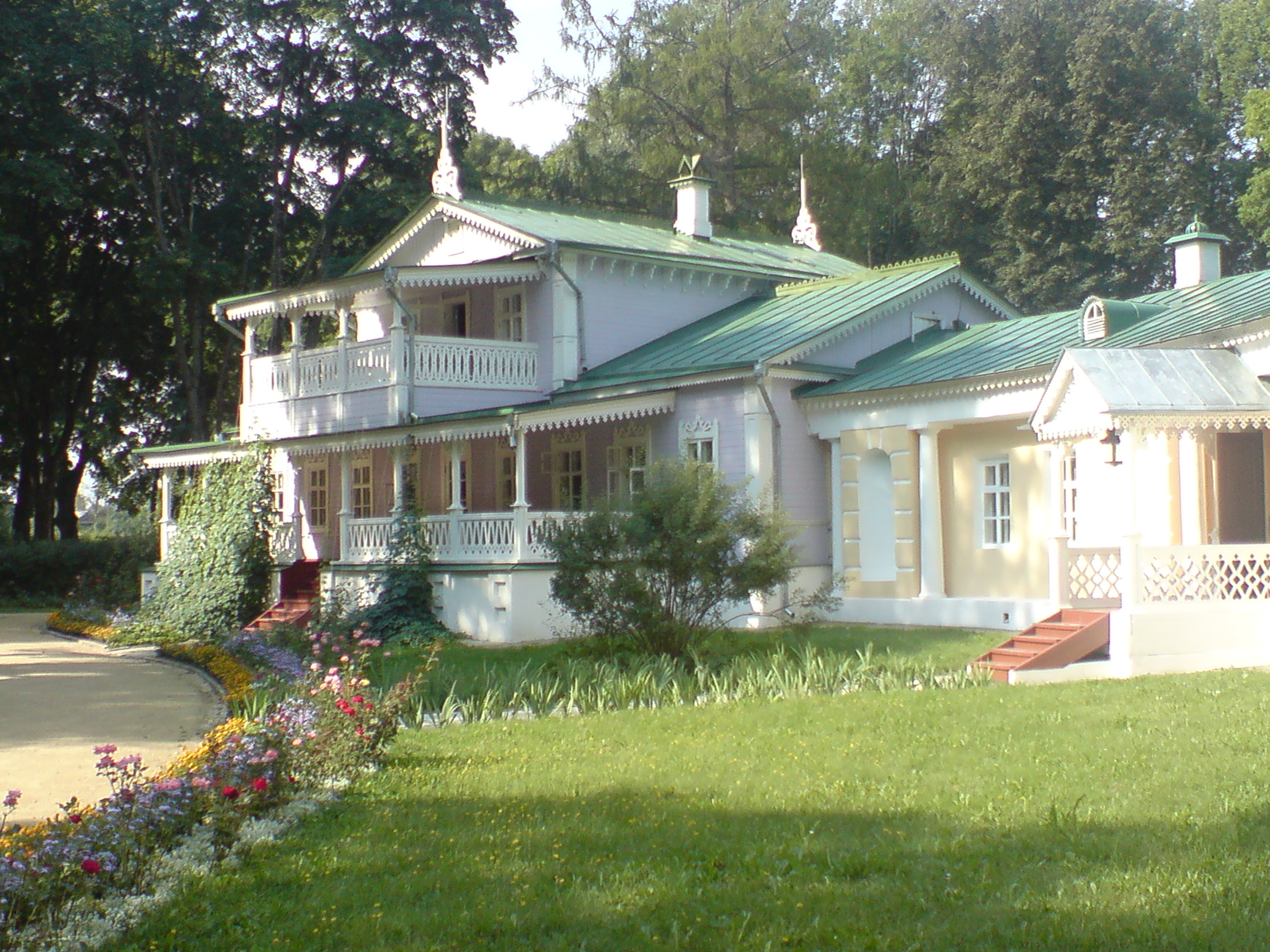
Спасское-Лутовиново

Со временем характер у богатой своевольной вдовы стал сильно портиться. Тургенева много путешествовала, в том числе и за рубежом, жила в Москве, а также проживала в своем имении, где активно занималась цветоводством. Эту страсть она называла «флёроманией». «Я вся в цветах. Розы… резеда… желтофиоли — полная гостиная», писала она сыну, часто прося прислать ей из-за границы семян редких растений, «ботанических» книг. В Спасском-Лутовинове разбивались цветники, высаживались декоративные кустарники, в кадках — померанцевые деревья, подъезд к парадному крыльцу украшался кустами махровых зимующих роз. При доме имелись цветочные оранжереи, зимний сад, где водились птицы — чижы, щеглы, синицы. Иван унаследовал это имение после смерти матери. В её крепостном театре была взращена актриса Евдокия Иванова. Летом 1839 года усадьба почти полностью сгорела, уцелел лишь флигель. После этого почти на десять лет обосновалась в Москве, в «Доме Муму» (см. ниже).
Старший сын Николай прогневил мать, женившись без позволения на её камеристке Анне Яковлевне Шварц. Военная карьера у него не сложилась, вышел в отставку, едва получив первый офицерский чин. Позже простила сына-неудачника и пригласила его в Москву, купив ему плохонький дом по соседству на Пречистенке, 26 (во дворе, ныне не сохранился). Но ни сына, ни жену его, живя по соседству, Варвара Петровна долго у себя не принимала. Варвара Петровна сурово контролировала семейные финансы, и проживавший за границей писатель порой от неё весьма зависел и был вынужден вымаливать у неё деньги. Как-то она подарила каждому сыну по имению. Однако оформить дарственную не пожелала и, более того, спешно через управляющих продала весь урожай и запасы, которые хранились в деревенских ригах, так что ничего не осталось для будущей посевной. Братья отказались от подарка, который мать в любую минуту могла забрать у них. Возмущённый Тургенев кричал: «Да кого ты не мучаешь? Всех! Кто возле тебя свободно дышит? <<…>> Ты можешь понять, что мы не дети, что для нас твой поступок оскорбителен. Ты боишься нам дать что-нибудь, ты этим боишься утратить свою власть над нами. Мы были тебе всегда почтительными сыновьями, а у тебя в нас веры нет, да и ни в кого и ни во что в тебе веры нет. Ты только веришь в свою власть. А что она тебе дала? Право мучить всех».

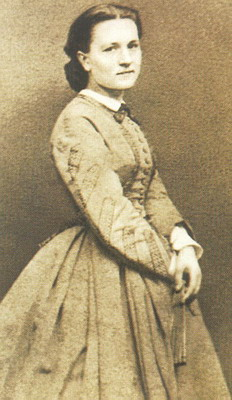
Пелагея (Полина) Тургенева, дочь писателя

«Поведение сыновей глубоко огорчало Варвару Петровну. Старший — Николай — ушёл в отставку, увлекся простушкой, жил как попало; младший — Иван — проводил время за сочинением, путешествовал за границей, волочился за певичкой. Оба ускользнули от её власти, в то время как она хотела бы держать в своих руках не только их самих, но и их жен, их детей. Одержимая властолюбием, Варвара Петровна приказала повесить у входа в усадьбу табличку с надписью „Они вернутся“».
26 апреля 1842 года белошвейка по вольному найму при барыне, Авдотья Ермолаевна Иванова родила от Ивана Тургенева дочь Пелагею. Взволнованный Тургенев сообщил Варваре Петровне и попросил снисхождения. «Ты странный, — отвечала ему мать, — я не вижу греха ни с твоей, ни с её стороны. Это простое физическое влечение». Писатель оставил девочку на воспитание Варваре Петровне. Вернувшись в Россию в 1850 году из-за болезни матери после 8-летнего отсутствия, он обнаружил, что та обращается с незаконной внучкой, словно с крепостной, и Иван Сергеевич увез девочку во Францию, где она воспитывалась с детьми Виардо и получила новое имя «Полинет».
Умерла Варвара Петровна 16 ноября 1850 года в Москве в доме на Остоженке в возрасте 63 лет. Похоронена в некрополе Донского монастыря. Ей принадлежали имения в Курской, Калужской, Тамбовской, Тульской и Орловской губерниях (в том числе Сасово). Процесс оформления наследства двумя сыновьями несколько затянулся, и лишь в марте 1855 года в Орловской палате окружного суда надворный советник Николай Сергеевич и коллежский секретарь Иван Сергеевич Тургеневы произвели раздел принадлежавших их матери владений и крестьян. По раздельному акту И. С. Тургенев получил 1925 душ, а его брат — 1360.

## Характер

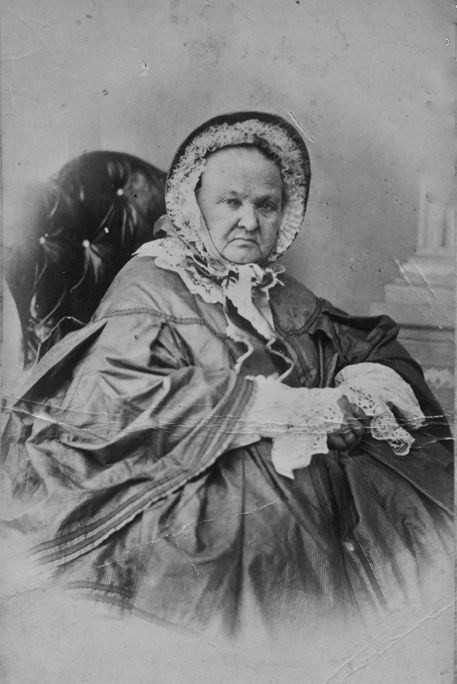
Варвара Петровна Тургенева

Мать Тургенева имела очень своенравный характер, была жестокой крепостницей и со своими сыновьями имела непростые отношения. Тургенев прозвал матушку «салтычихой». Её характер на самом деле нельзя было назвать простым. В нём сочетались противоположные качества — скупость и щедрость, жестокость и чувствительность. Резкие вспышки гнева и решительные поступки барыни сменялись сентиментальностью и сомнениями.

Мне нечем помянуть моего детства, — говорил много лет спустя Тургенев. — Ни одного светлого воспоминания. Матери я боялся, как огня. Меня наказывали за всякий пустяк — одним словом, муштровали, как рекрута. Редкий день проходил без розог; когда я отважился спросить, за что меня наказали, мать категорически заявляла: «Тебе об этом лучше знать, догадайся»..

«Став богатой и полновластной помещицей, Варвара Петровна дала волю своему „нраву“. О её причудах ходили легенды. Она, например, наряжала слуг в специальную форму, имитирующую костюмы служащих государственных департаментов, называла их по фамилиям министров. Над её усадебным домом висели два флага с гербами Тургеневых и Лутовиновых — если Варвара Петровна была не в духе, она приказывала флаги спускать, и гости, подъезжавшие к усадьбе, видя зловещий знак, считали за благо тут же поворачивать восвояси…» Она правила «подданными» на манер самодержавной государыни — с «полицией» и «министрами», заседавшими в особых «учреждениях» и каждое утро церемонно являвшимися к ней на доклад (см. рассказ «Собственная господская контора», 1881). Любимое её изречение было «хочу казню, хочу милую». В 1834 году Варвара Петровна продала против желания сына дорогую ему крестьянку Лушку, но он отказался отдавать её покупательнице. Было возбуждено уголовное дело «О буйстве помещика Мценского уезда Ивана Тургенева», которое тянулось долгие годы, вплоть до отмены крепостного права.

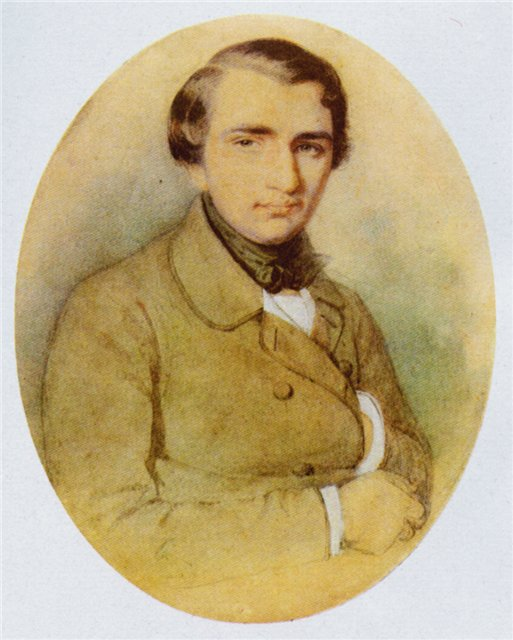
Иван Тургенев в молодости

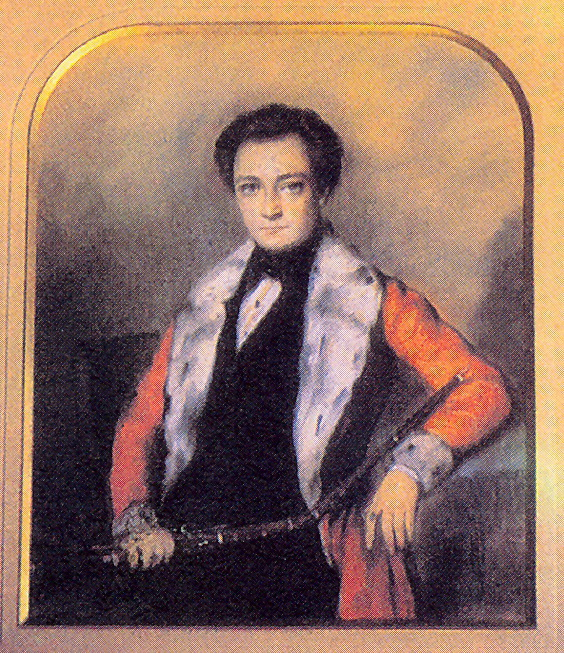
Николай, старший сын Варвары

«Поступки Варвары Петровны чем далее, тем более становились непредсказуемыми: по малейшему капризу любой крестьянин или дворовый человек мог быть облагодетельствован ею или низведен до ничтожества, всё зависело от её настроения. В произволе и кураже она доходила подчас до какой-то артистической изощрённости. Тургенев вспоминал, что его матушка очень боялась холеры (этот страх сын от неё унаследовал). Однажды ей прочитали в газете, что холерная эпидемия распространяется по воздуху через болезнетворных микробов. Тотчас последовал приказ управляющему: „Устрой для меня что-нибудь такое, чтобы я, гуляя, могла видеть все окружающие меня предметы, но не глотала бы заражённого воздуха!“ Долго ломали голову, но выход нашли: спасский столяр сделал носилки со стеклянным колпаком в форме киота, в котором носили чудотворные иконы по деревням. Барыня располагалась там в мягких креслах, а слуги носили её по окрестностям Спасского. Варвара Петровна осталась довольна таким изобретением, столяр получил в награду золотой. Всё шло хорошо, пока не произошел курьезный случай. Встретил однажды странную процессию благочестивый странник-мужик, принял носилки за киот, отвесил земной поклон и положил медный грош „на свечку“. Последовал взрыв безудержного гнева; привели пред грозные очи госпожи несчастного столяра-изобретателя, всыпали изрядное количество плетей и сослали на поселение».
Журнал «Наука и жизнь» считает, что её психический склад, хотя о нём можно судить лишь по свидетельствам её близких, следует отнести к эпилептическому характеру. «В нём есть сочетание противоположных качеств — скупости и щедрости, жестокости и чувствительности, способности к резким вспышкам гнева, решительным поступкам и неспособности отрешиться от каких-то воспоминаний и привычек. Типичны резкие смены настроения». Перечисляются её родственники, имевшие ту же склонность: отец был выгнан из Преображенского полка из-за скандала, позже в своей губернии устроил избиение полутора десятков однодворцев. О её тётках, сестрах Лутовиновых, известно немного. Исследователю жизни и творчества Тургенева Николаю Чернову удалось отыскать в Орловском архиве дело Аграфены Ивановны Лутовиновой, в замужестве Шеншиной. Название его газетной публикации «Вторая Салтычиха» говорит само за себя. Отголоски этих событий, а также история её младшей сестры Елизаветы Ивановны, тоже отличавшейся тяжёлым характером, по-видимому, нашли отражение в рассказе И. С. Тургенева «Бригадир».
При этом, не получив систематического образования, Варвара Петровна тем не менее хорошо разбиралась в искусствах, общалась с лучшими представителями русской культуры того времени. В кругу её знакомых были умнейшие и талантливейшие люди той эпохи — Василий Жуковский, Александр Пушкин, Николай Карамзин, Алексей Мерзляков, Иван Дмитриев.

## В произведениях Тургенева
Тургенев часто наделял чертами матери отрицательных героинь своих произведений. Таковы образы барыни в повести «Муму», матушки из «Первой любви», бабушки в «Пунине и Бабурине», барыни в рассказе «Собственная господская контора».
Главный герой повести «Муму» немой дворник Герасим — создан на основе крепостного дворника Варвары Петровны по имени Андрей, глухонемого от рождения богатыря. Барыня весьма гордилась своим дворником и всегда наряжала его в красные кумачовые рубахи. В отличие от Герасима, который после утопления своей собаки по приказу хозяйки, ушёл из Москвы в родную деревню, реальный Андрей остался при барыне таким же покорным рабом, как и прежде. В. Н. Житова вспоминает, что Андрей «до самой смерти барыни служил ей и, кроме неё, никого своей госпожой признавать не хотел».

## Дом

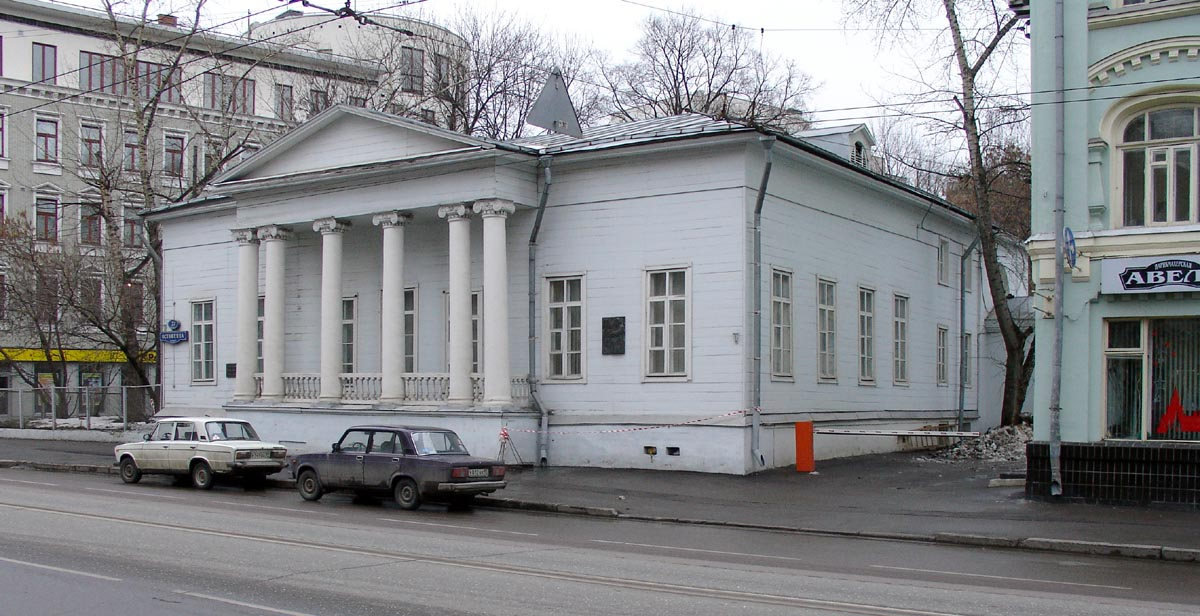
«Дом Муму»

Особняк Варвары Петровны по адресу Москва, ул. Остоженка, 37, стр. 7 — ныне Музей И. С. Тургенева («дом Муму»). Этот особняк был построен в 1819 году титулярным советником Д. Н. Фёдоровым. Деревянный ампирный особняк с шестиколонным портиком, антресолями, в семь окон по фасаду представляет собой типичный образец московской послепожарной застройки. В 1833 г. владельцем дома на Остоженке становится чиновник горного ведомства Н. В. Лошаковский.
В одной из отдаленных улиц Москвы, в сером доме с белыми колоннами, антресолью и покривившимся балконом, жила некогда барыня, вдова, окружённая многочисленною дворней.(1-я фраза повести «Муму»)
Музей открылся в октябре 2009 года в доме, который Лутовинова снимала у Лошаковского с 16 сентября 1840 по 1850 год (хотя у Тургеневых с 1827 имелся собственный дом на Садово-Самотечной, 12, однако он был неудобен). Бывая в Москве, писатель останавливался у матери, иногда задерживаясь на несколько месяцев. В этом доме происходили события, описанные в знаменитой тургеневской повести «Муму». Почти все обитатели дома стали прототипами её героев. Музей является филиалом Государственного музея А. С. Пушкина.
За десять лет Тургенев провел в московском доме на Остоженке в общей сложности едва полтора-два года. Останавливался обычно по пути в Спасское и обратно. Дважды приезжал на время двухмесячного отпуска. «Иван Сергеевич, завершив образование в Берлинском университете, впервые появился у матери на Остоженке в мае 1841 г. Впоследствии он часто бывал здесь проездом из Петербурга в родовое имение Спасское и обратно; провёл в остоженском доме две весны — в 1844 и 1845 гг. После кончины матери в ноябре 1850 г. Тургенев жил здесь более двух месяцев, занимаясь делами по наследству. В этот дом приходили его многочисленные друзья и знакомые — видные представители общественно-литературных и театральных кругов Москвы: Т. Н. Грановский, М. С. Щепкин, В. П. Боткин, братья Бакунины, Аксаковы и другие. В своих комнатах на антресолях он работал над статьями для журнала „Отечественные записки“, здесь рождались замыслы „Бежина луга“, поэм „Андрей“ и „Разговор“. В 1851 г. Тургенев покинул дом навсегда и больше сюда не возвращался».

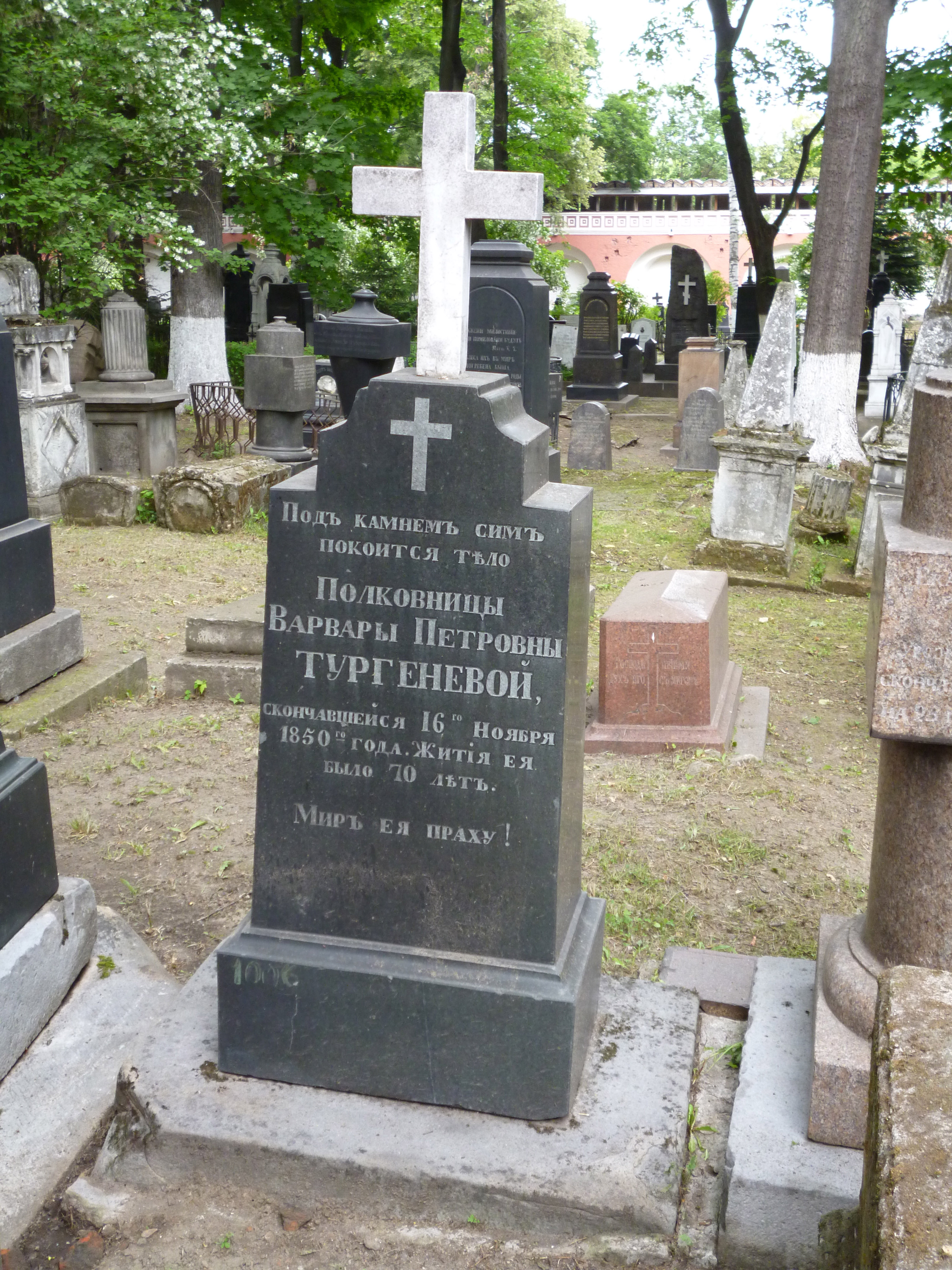
Могила Варвары Тургеневой на Донском кладбище

## Выставки
- «Твой друг и мать Варвара Тургенева». Музей-заповедник И. С. Тургенева «Спасское-Лутовиново», 2007 г., Москва, Государственный музей А. С. Пушкина, 2008